# Tom Bombadils Eventyr
Tom Bombadils eventyr er en digtsamling fra 1962 af J. R. R. Tolkien. Bogen indeholder 16 digte, hvoraf to handler om  Tom Bombadil, en karakter stødt på af Frodo Baggins i Ringenes Herre. Resten af digtene er et udvalg af  vers og eventyrrim. Tre af digtene vises også i Ringenes Herre.